# Gorc Kamienicki
Gorc Kamienicki – polana w Gorcach na północnym grzbiecie Gorca, nieco poniżej jego wierzchołka, na wysokości 1120–1150 m n.p.m. Znajduje się poza obszarem Gorczańskiego Parku Narodowego, ale tuż przy jego granicy.

## Opis polany
Rozciąga się z niej bardzo szeroka panorama widokowa, obejmująca niemal cały horyzont. W południowym kierunku widoczne są Tatry, Magura Spiska, Pasmo Lubania i Pieniny, w północnym kierunku Beskid Wyspowy od Lubonia Wielkiego po Modyń, po wschodniej stronie Beskid Sądecki, po zachodniej dobrze stąd prezentujący się Kudłoń i głęboka dolina Kamienickiego Potoku.
Polana jest własnością prywatną. W odremontowanym drewnianym budynku znajduje się na niej bacówka pasterska przerobiona na bacówkę typu schronisko, wyżej wybudowano także drugą, nową. Poniżej polany, na północnych stokach Gorca, w lesie znajduje się źródło dobrej wody pitnej zwane „Do Smoka” (przy szlaku turystycznym znajduje się kierująca do niego strzałka).
Dużą część polany porasta żyzna łąka mieczykowo-mietlicowa, wiosną obficie zakwita na niej śnieżyczka przebiśnieg. Z rzadkich w Polsce gatunków występuje ostrożeń dwubarwny.

## Historia
Polana od dawna była wypasana. Obecnie znajduje się w obrębie wsi Zasadne w województwie małopolskim, w powiecie limanowskim, w gminie Kamienica.
Przed II wojną światową na polanie istniał doświadczalny ośrodek Małopolskiego Towarzystwa Rolniczego, w którym prowadzono tzw. halowanie bydła. W 1937 roku Polskie Towarzystwo Tatrzańskie w budynku tego ośrodka założyło swoją stację turystyczno-narciarską, w czasie wojny partyzanci wykorzystywali ją na szpitalik partyzancki, który Niemcy spalili w październiku 1944.
Po wojnie długo jeszcze na polanie kontynuowano wypas, dzięki temu nie zarasta ona borówczyskami i lasem, jak wiele innych gorczańskich polan.

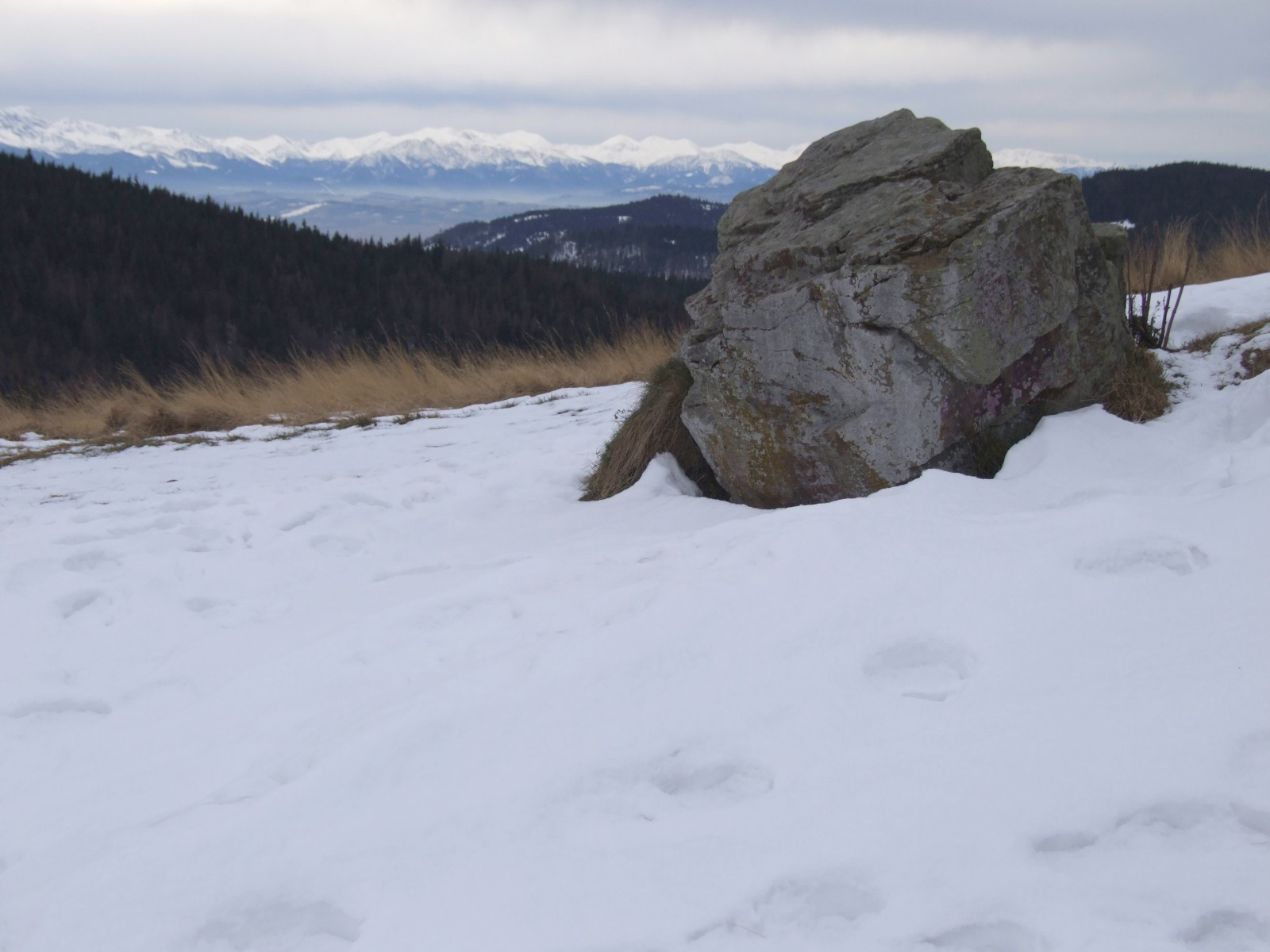
Widok z polany na Tatry
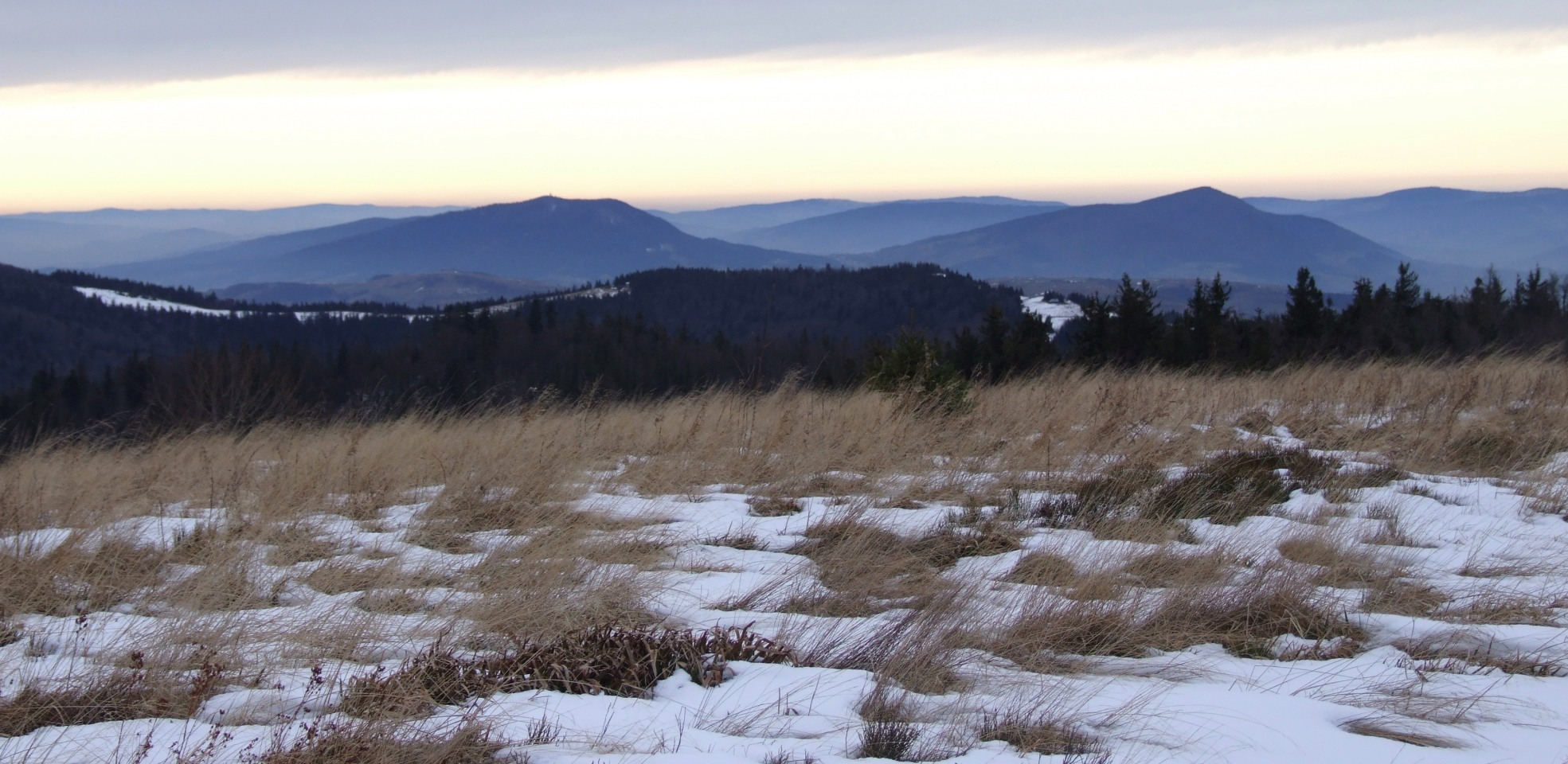
Widok z polany na Beskid Wyspowy
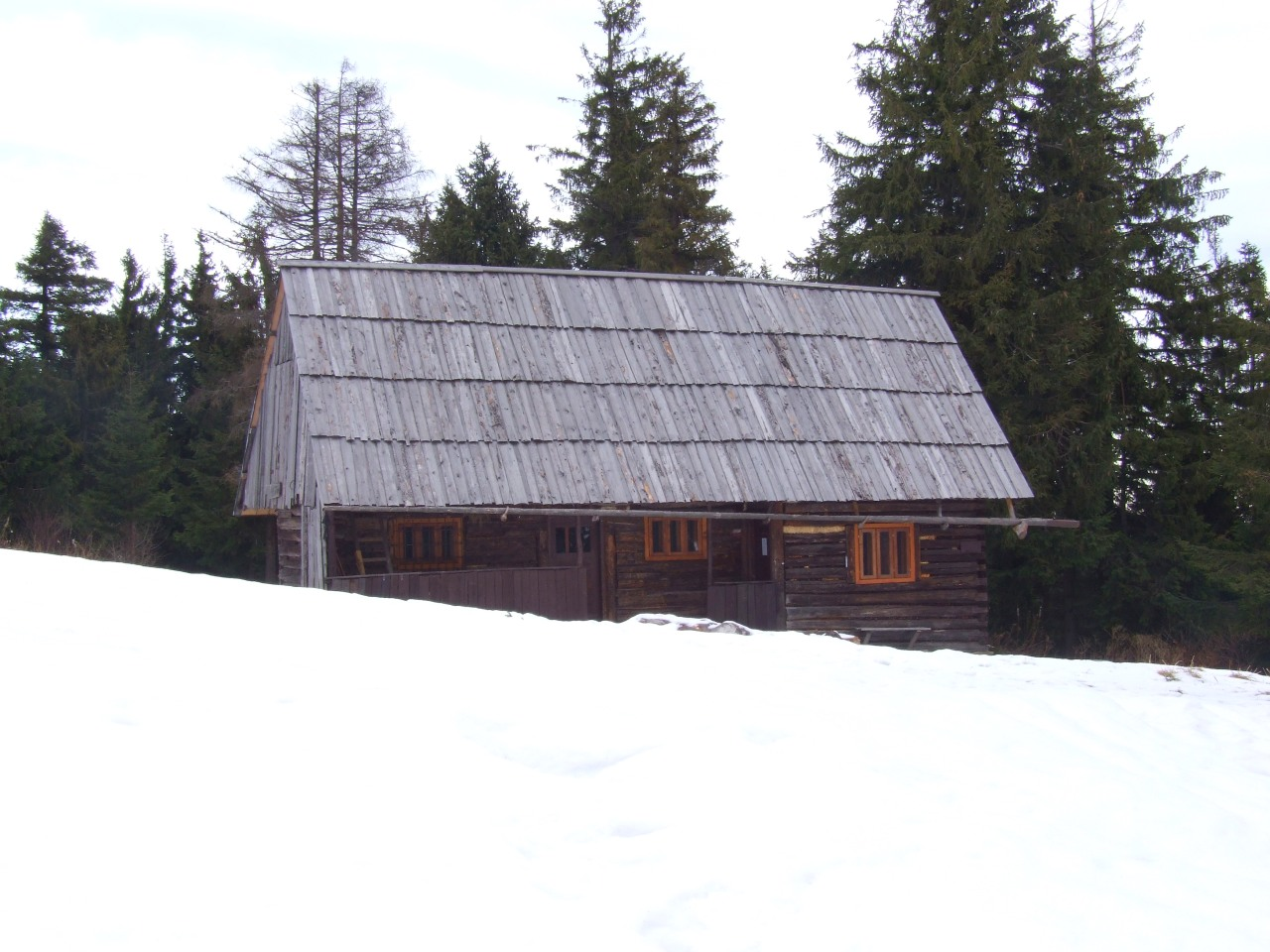
Bacówka na polanie
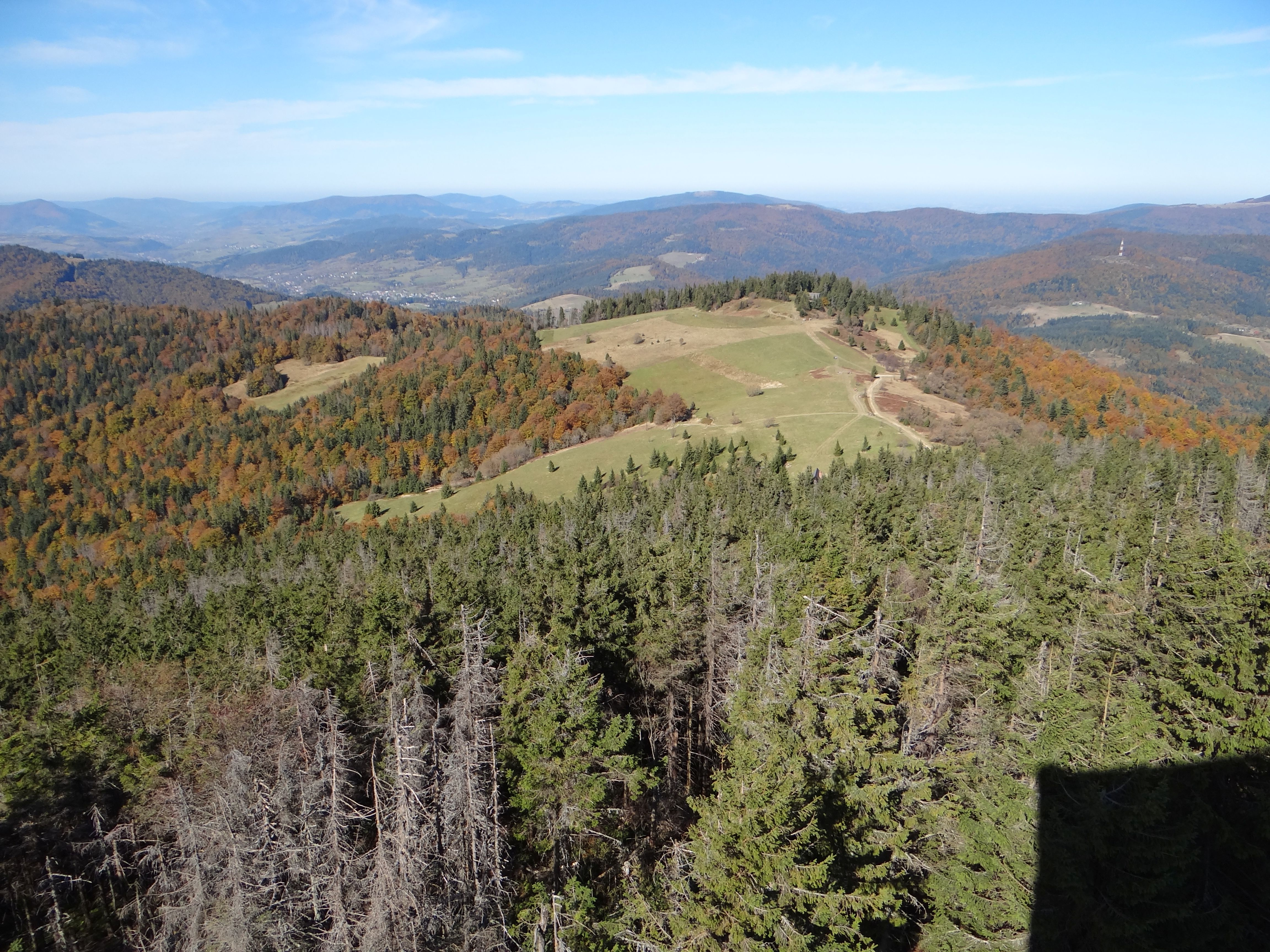
Widok z wieży widokowej
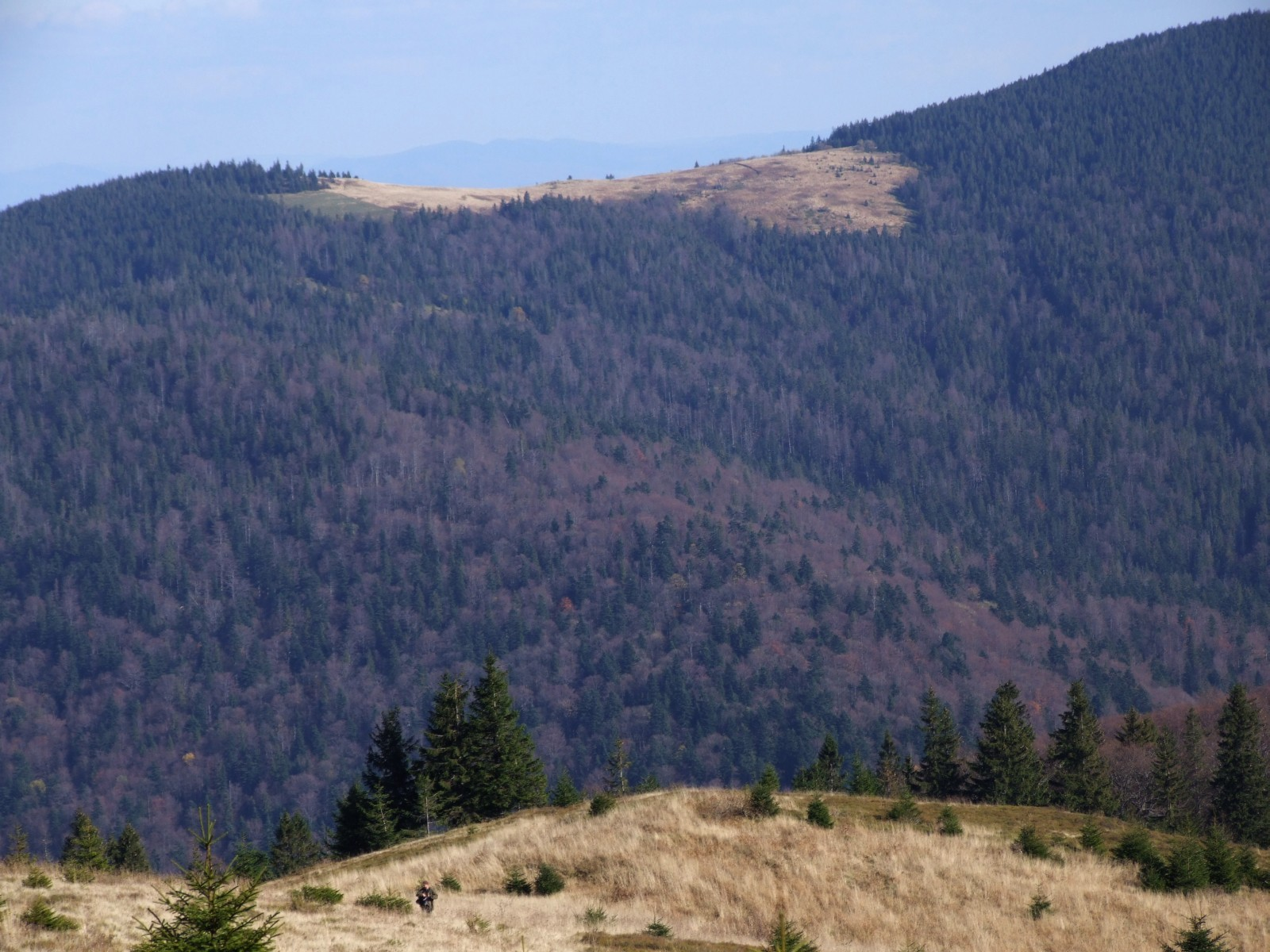
Widok z Jaworzynki
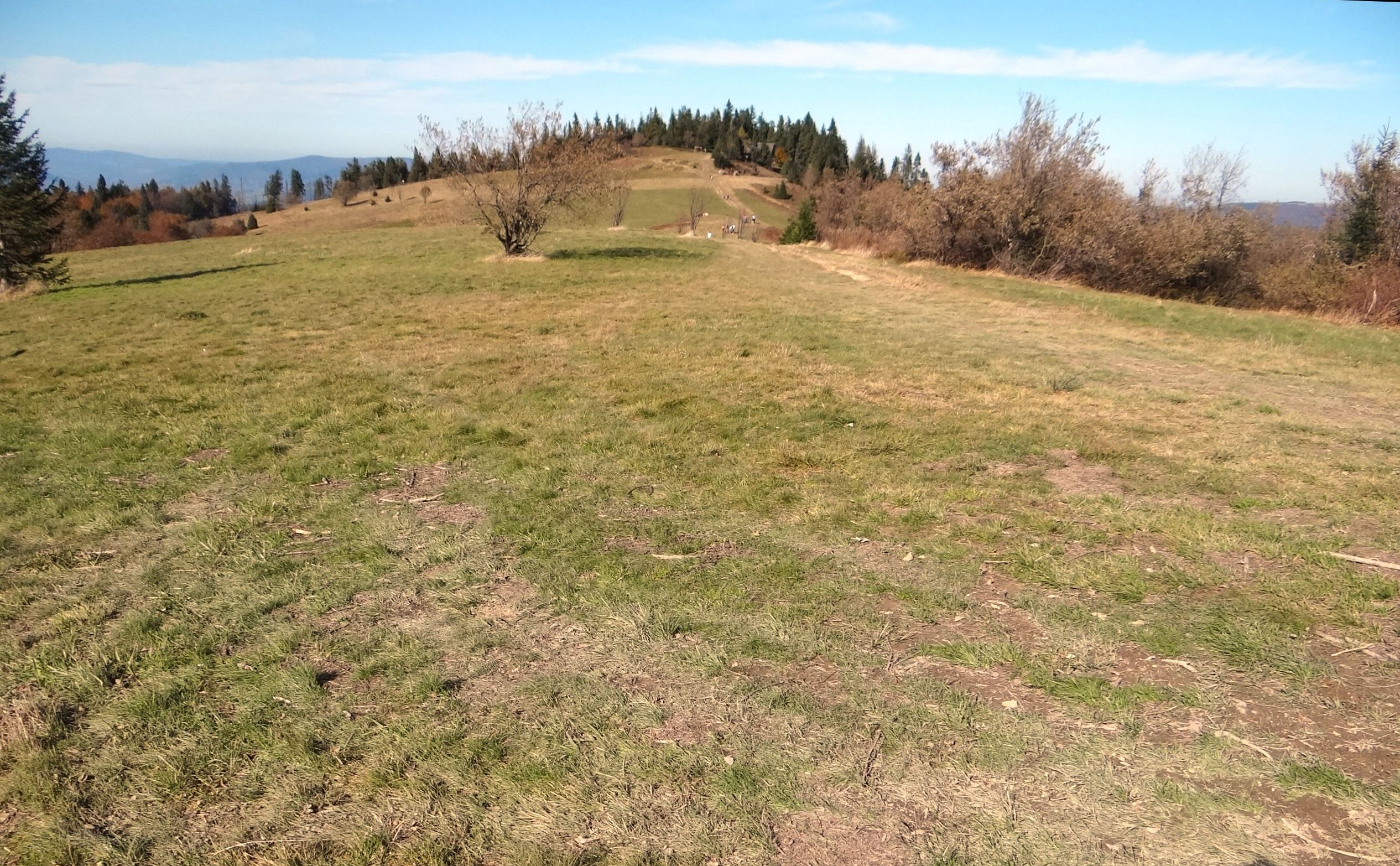
Polana

## Szlaki turystyczne
Rzeki – Nowa Polana – przełęcz Głębieniec – Świnkówka – Gorc Kamienicki – Gorc. Odległość 5,6 km, suma podejść 510 m, suma zejść 40 m, czas przejścia 2 godz., z powrotem 1 godz. 15 min.
:  Szczawa – Nowa Polana – Głębieniec – Świnkówka – Gorc Kamienicki – Gorc. Odległość 8,9 km, suma podejść 690 m, suma zejść 40 m, czas przejścia 3 godz., z powrotem 1 godz. 45 min.
 Zasadne – polana Gorc Kamienicki
 przełęcz Wierchmłynne – Do Jacka – Wierch Lelonek – polana Tokarka – Bystrzaniec – Wierch Bystrzaniec – Gorc – polana Gorc Kamienicki.